# 白鞭軟珊瑚屬
白鞭軟珊瑚屬（學名：Ideogorgia） 是硬軟珊瑚目、白鞭軟珊瑚科的一個属，此科的生物都活在深海。

## 下級分類
- 白鞭軟珊瑚屬 Ideogorgia
  - 冠白鞭軟珊瑚 Ideogorgia capensis (Hickson, 1904)
  - 拉氏白鞭軟珊瑚 Ideogorgia laurae Pérez & Cordeiro, 2019

## 資料來源
1. ↑  . www.marinespecies.org.   [2023-09-27]. （原始内容存档于2023-09-27）.
2. ↑  . www.marinespecies.org.   [2023-09-27]. （原始内容存档于2023-04-16）.